# Rusakov
Rusakov je priimek več oseb:
- Viktor Antonovič Rusakov, sovjetski general
- Dimitrij Aleksandrovič Rusakov, sovjetski general
- Konstantin Rusakov (1909-1993), sovjetski politik, sekretar CK KPSZ
- Sergej Rusakov (*1955), ruski filmski režiser
- Velimir Rusakov (*1988), ruski filmski igralec
- Vladimir Rusakov, rusko-mehiški slikar
- Vladimir Vasiljevič Rusakov (1909–1951), sovjetski generalmajor